# Ammoniumbenzoaat
Ammoniumbenzoaat is een organische verbinding met als brutoformule C7H9NO2. De stof komt voor als witte kristallen, die goed oplosbaar zijn water.

## Synthese
Ammoniumbenzoaat kan eenvoudigweg bereid worden door de zuur-basereactie tussen benzoëzuur en ammoniak:
{\displaystyle {\ce {C6H5COOH + NH3 -> C6H5COO-NH4+}}}

## Toepassingen
Ammoniumbenzoaat wordt gebruikt als bewaarmiddel in bepaalde lijmen en in latex.